# Навали варварів
Навали варварів (фр. Les Invasions barbares, комедія, драма) квебекський фільм, який 2003 року зняв сценарист й режисер Дені Аркан. Фільм є другою частиною «кінотрилогії невдач» Аркана (також до неї входять Занепад Американської імперії та Епоха затьмарення). У цьому ж році стрічку було представлено у конкурсній програмі  Каннського фестивалю.

## Сюжет
Ремі — важкохворий канадець пенсійного віку. Працюючи викладачем історії, він був більше відомий, як залицяльник, що не пропускає жодної вродливої жінки. Але дні Ремі добігають кінця, його хвороба невиліковна. Його син Себастіан робить усе можливе, аби скрасити відведений батьку час та полегшити його страждання. За перебігом стрічки, герої водночас відкривають для себе реальні відмінності «цивілізованого» світу від «варварів з третіх країн».

## У головних ролях
- Ремі Жирар: Ремі
- Домінік Мішель: Домінік
- Доротея Берримен: Луїза
- Луїз Порталь: Діана
- П'єр Курці: П'єр
- Ів Жак: Клод
- Стефан Руссо: Себастіан
- Марі-Жозе Кроз: Наталі
- Ізабель Бле: Сільвен (дочка героя)